# Nenia
Nenia (in latino Nenia o Naenia) è una dea minore della religione romana, tutelare dei canti funebri; ne parla Ovidio nei Fasti. 

## Inno
Da lei deriva la locuzione latina naenia, la triste lamentazione di monotona espressione iterata da parenti e prefiche (donne che venivano pagate per piangere) negli accompagnamenti funebri o innanzi al sepolcro, al suono cupo della tibia. 
Con lo stesso termine si indicava anche la compilazione di particolari formule magiche.

## Divinazione
A lei si confidava la protezione dei moribondi che la invocavano solo sul punto di morire. Il tempio a lei dedicato si trovava a Roma sul Viminale. Tale identificazione era dovuta a Macrobio che parlava nei suoi scritti del potere della dea sulle persone in procinto di morte.
Alcuni la confondevano con la divinità della morte.